# Lita Torelló
Dolors Torelló, coneguda artísticament com a Lita Torelló (Barcelona, 11 de maig de 1946) és una cantant catalana, especialment activa en la dècada de 1960.
Comença els seus primers passos musicals sent encara una nena a finals de la dècada de 1950, quan grava el senzill  La burrita Non i la cançó Yo Quiero un TBO. Dos anys després, el 1961, signa amb la discogràfica Vergara i participa en el Festival de la Cançó Mediterrània, aconseguint el segon lloc. Després d'una estada a Veneçuela, treballant en televisió, es converteix en una de les cantants més prolífiques d'Espanya, arribant a editar catorze Eps entre 1964 i 1966 i participar en diverses ocasions en el Festival Internacional de la Cançó de Benidorm.
Per aquesta època va arribar a fer unes 200 actuacions per tota la península. Només va editar un LP el 1966 amb el títol de Lita Torelló, més el recopilatori Els seus primers EP per a discos Vergara (1960-1965), publicat 1998. A més, va doblar a l'espanyol, les cançons de les bandes sonores de pel·lícules tan populars com El dia més llarg, La bruixa principiant (Eglantine Price) o Chitty Chitty Bang Bang. D'altra banda, va ser de les poques cantants que van gravar discos en català als anys seixantaː un disc amb temes originals i un altre amb versions, amb el segell Concèntric.
Quan tenia vint-i-un anys, en casar-se, va abandonar prematura i completament la seva carrera musical.